# مورچه خانگی بدبو
مورچه خانگی بدبو (نام علمی: Tapinoma sessile) نام یک گونه از تیره مورچه است.